# 2414 Vibeke
2414 Vibeke је астероид главног астероидног појаса. Приближан пречник астероида је 31,62 ,
а средња удаљеност астероида од Сунца износи 3,197 астрономских јединица (АЈ).
Инклинација (нагиб) орбите у односу на раван еклиптике је 16,764 степени, а орбитални период износи 2088,597 дана (5,718 година). Ексцентрицитет орбите астероида износи 0,127.
Апсолутна магнитуда астероида износи 11,70 а геометријски албедо 0,036.
Астероид је откривен 18. октобра 1931. године.